# Giorgio Moroder
Giovanni Giorgio Moroder (phát âm tiếng Ý: [dʒoˈvanni ˈdʒordʒo moˈrɔːder], tiếng Đức: [mɔˈʁoːdɐ]; sinh ngày 26 tháng 4 năm 1940) là một nhạc sĩ và nhà sản xuất nhạc người Ý. Được mệnh danh là "Cha đẻ của Disco", Moroder được biết tới là người tiên phong trong dòng nhạc disco châu Âu và nhạc dance điện tử. Những sáng tác với đàn synthesizer của ông có ảnh hưởng lớn đến một số thể loại âm nhạc như new wave, house và techno.
Khi ở München vào những năm 1970, Moroder thành lập hãng thu âm của riêng mình mang tên Oasis Records, sau trở thành một nhánh của Casablanca Records. Ông là người sáng lập của Musicland Studios, trước đây ở München, một phòng thu được sử dụng bởi nhiều nghệ sĩ bao gồm The Rolling Stones, Electric Light Orchestra, Led Zeppelin, Deep Purple, Queen và Elton John. Ông đã sản xuất các đĩa đơn cho Donna Summer trong thời kỳ disco giữa đến cuối những năm 1970, cùng với nhiều album, bao gồm From Here To Eternity (1977) và E=MC2 (1979), sử dụng đàn synthesizer làm nhạc cụ chủ đạo.
Moroder đã sản xuất các đĩa đơn ăn khách "Ooh La La" và "Harmony" cho Suzi Lane vào năm 1979. Ông bắt đầu sáng tác nhạc phim, bao gồm Midnight Express, American Gigolo, Superman III, Scarface, và The NeverEnding Story. Nhạc phim cho Midnight Express (1978), trong đó có đĩa đơn ăn khách quốc tế "Chase", đã mang về cho ông giải Oscar cho nhạc phim xuất sắc nhất và giải Quả cầu vàng cho nhạc phim hay nhất. Ông cũng sản xuất một số bài hát disco điện tử cho The Three Degrees, hai album cho Sparks, và một số bài hát trong album Bitterblue của Bonnie Tyler cũng như đĩa đơn năm 1985 của cô "Here She Comes". Năm 1990, ông sáng tác "Un'estate italiana", bài hát chính thức của FIFA World Cup 1990.
Moroder đã sáng tác một số bài hát cho nhiều nghệ sĩ biểu diễn bao gồm David Bowie, Kylie Minogue, Irene Cara, Janet Jackson, Madleen Kane, Melissa Manchester, Blondie, Japan và France Joli. Moroder đã nói rằng tác phẩm mà ông tự hào nhất là "Take My Breath Away" của Berlin, tác phẩm đã mang về cho ông giải Oscar cho ca khúc gốc trong phim xuất sắc nhất và giải Quả cầu vàng cho ca khúc trong phim hay nhất năm 1986; ông đã giành được giải thưởng tương tự vào năm 1983 cho "Flashdance... What a Feeling" (cũng như Giải Quả cầu vàng cho nhạc phim hay nhất cho tất cả các tác phẩm của ông cho Flashdance). Ngoài ba giải Oscar và bốn giải Quả cầu vàng, Moroder còn nhận được bốn giải Grammy, hai giải People's Choice Awards và hơn 100 đĩa Vàng và Bạch kim. Năm 2004, ông được ghi danh vào Đại sảnh Danh vọng nhạc Dance.

## Tuổi thơ
Giovanni Giorgio Moroder sinh ngày 26 tháng 4 năm 1940 tại Ortisei (tiếng Ý, trong tiếng Ladin là Urtijëi, tiếng Đức là St. Ulrich in Gröden) cho một gia đình người Ladin ở Nam Tirol, thời đó thuộc Vương quốc Ý. Tên khai sinh của ông là Giovanni Giorgio, mặc dù khi còn nhỏ mẹ ông thường gọi ông là Hansjörg (phát âm [ˈhansjœʁk]), một phiên bản tiếng Đức của hai tên đầu tiên của ông. Cha ông là một nhân viên tiếp tân khách sạn.

## Sự nghiệp
Ông bắt đầu tự học chơi guitar từ năm 15 tuổi, lấy cảm hứng từ đĩa đơn "Diana" của Paul Anka. Năm 18 tuổi, ông bắt đầu lưu diễn châu Âu với tư cách là một nhạc sĩ chuyên nghiệp. Ông biểu diễn vào ban đêm, và thu âm bằng hai máy thu âm Revox vào ban ngày. Khoảng 25 tuổi, ông chuyển đến nhà một người cô ở Berlin, làm kỹ sư âm thanh. Đĩa đơn "Ich sprenge alle Ketten" của Ricky Shayne, được sáng tác bởi những nhạc sĩ vô danh lúc bấy giờ là Moroder và Michael Holm, đã trở thành một bản nhạc nổi tiếng tại Đức. Bản hit thứ hai là bản hát lại ca khúc "Mendocino" của Sir Douglas Quintet của Moroder và Holm.

### 1963–1983: Những đóng góp cho nhạc điện tử

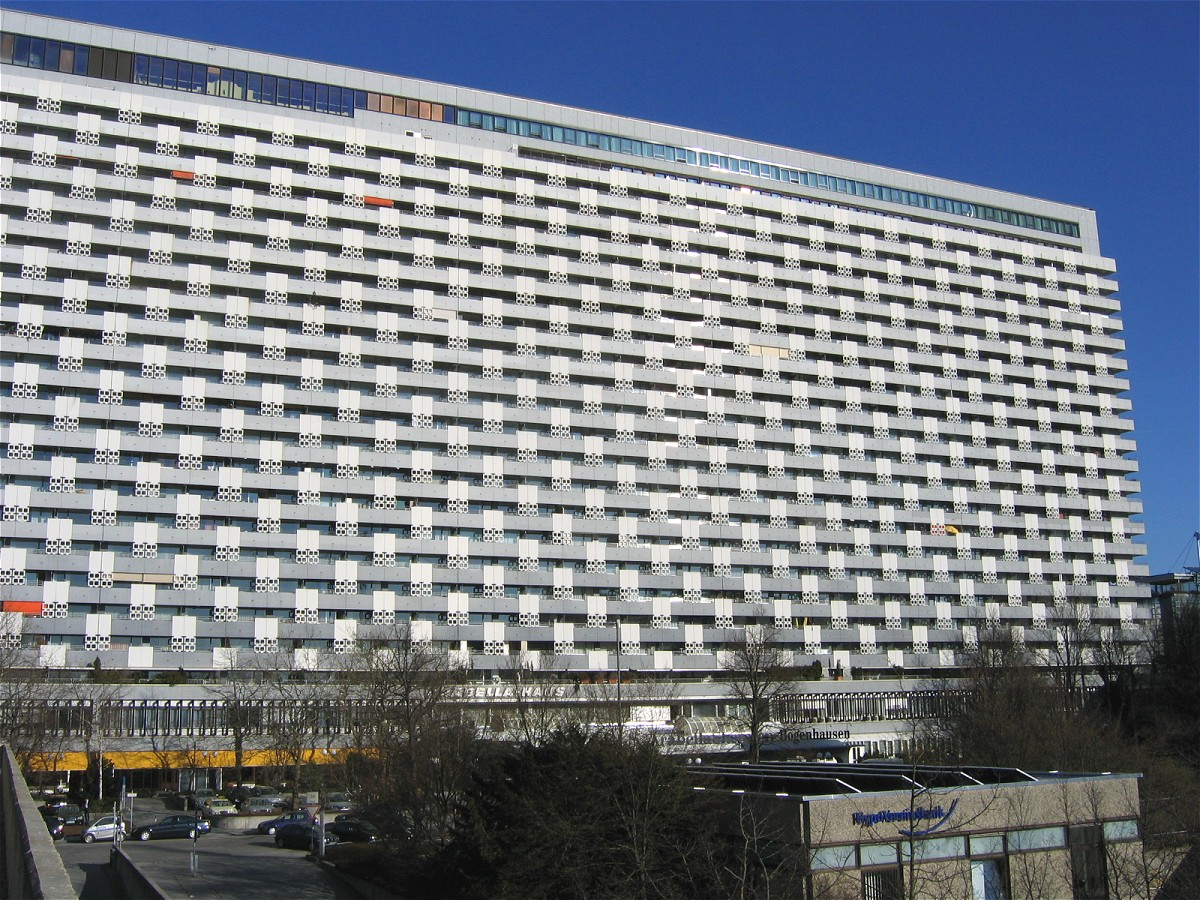
Musicland Studios của Moroder từng đặt trụ sở tại tòa nhà Arabella High-Rise.

Moroder bước những bước đầu tiên trong âm nhạc tại Scotch Club ở Aachen và sau đó phát hành một số đĩa đơn dưới cái tên "Giorgio" bắt đầu từ năm 1963 sau khi chuyển đến Berlin, hát bằng tiếng Ý, Tây Ban Nha, Anh và Đức.
Năm 1968, ông chuyển đến München và trở nên nổi tiếng khi đĩa đơn "Looky, Looky" được trao đĩa vàng vào năm 1970. Sau đó ông thành lập Musicland Studios vào đầu những năm 1970. Khi cộng tác với nhà soạn lời Pete Bellotte, Moroder đã có một số ca khúc nổi tiếng mang tên mình, bao gồm "Son of My Father" vào năm 1972, cũng là một bản nhạc quán quân ở Anh cho Chicory Tip, trước khi phát hành From Here to Eternity, một album sử dụng đàn synthesizer chủ đạo vào năm 1977, đạt vị trí thứ 130 trên Billboard 200. Cùng năm đó, ông đồng sáng tác và sản xuất đĩa đơn ăn khách "I Feel Love" của Donna Summer, ca khúc đầu tiên thuộc thể loại Hi-NRG. Năm sau, ông phát hành "Chase", nhạc chủ đề từ bộ phim Midnight Express. Đĩa đơn đã đạt được một số thành công trên bảng xếp hạng ở Anh và Hoa Kỳ, góp phần lan rộng làn sóng disco-mania. Nhạc phim của Midnight Express đã mang lại giải Oscar cho nhạc phim xuất sắc nhất đầu tiên cho ông vào năm 1979.
Moroder phát hành E=MC² vào năm 1979. Ông đã lãnh đạo nhóm nhạc Munich Machine và phát hành các đĩa nhạc từ năm 1977 đến năm 1979. Năm 1980, ông đã sáng tác và sản xuất hai album nhạc phim cho Foxes và American Gigolo. Nhạc phim Foxes được phát hành dưới dạng album kép trên hãng đĩa Casablanca Records, bao gồm các ca khúc "On the Radio" của Donna Summer và "Bad Love" của Cher, sản xuất bởi Moroder. Nhạc nền chính của American Gigolo là bài hát "Call Me" của Blondie do Moroder sản xuất, một bản nhạc quán quân tại Hoa Kỳ và Anh Quốc. Số lần các bài hát của album được chơi trong các hộp đêm đã đứng thứ hai trong năm tuần trên bảng xếp hạng disco/dance. Ông đã viết nhạc phim cho bộ phim Cat People (1982), bao gồm đĩa đơn ăn khách "Cat People (Putting Out Fire)" có sự hợp tác của David Bowie, và sản xuất nhạc phim cho Scarface (1983). Các bản nhạc do Moroder sản xuất bao gồm "Scarface (Push It to the Limit)" của Paul Engemann, "Rush Rush" của Debbie Harry và "She's on Fire" của Amy Holland.

### 1984–1993: Thành công và ngừng hoạt động

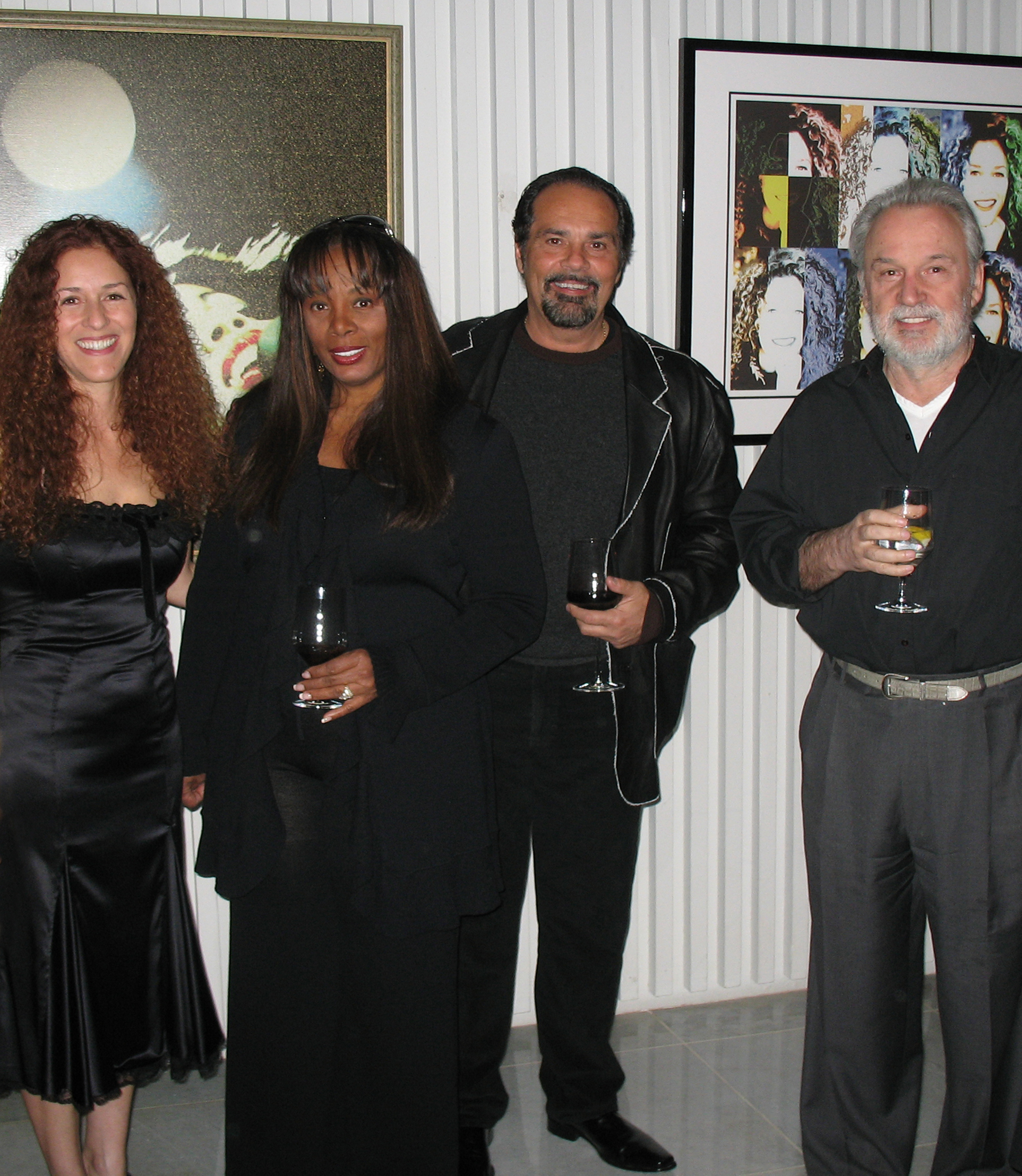
Moroder cùng vợ là Francisca Gutierrez, cùng với vợ chồng Donna Summer và Bruce Sudano.

Năm 1984, Moroder đã biên soạn một bản phục hồi và chỉnh sửa mới của bộ phim câm Metropolis (1927) và sản xuất cho nó một bản nhạc phim đương đại. Nhạc phim này bao gồm bảy bản nhạc pop của Pat Benatar, Jon Anderson, Adam Ant, Billy Squier, Loverboy, Bonnie Tyler và Freddie Mercury. Ông đã lồng ghép những thẻ phụ đề của phim câm gốc dưới dạng phụ đề như một phương tiện để cải thiện tính tuần tự, nhưng sự lựa chọn này đã gây tranh cãi. Được gọi là "phiên bản Moroder", nó đã gây ra cuộc tranh luận giữa những người yêu thích phim, và những nhà phê bình thẳng thắn cùng những người ủng hộ bộ phim. Hầu hết các nhà phê bình đồng ý rằng, gạt ý kiến của những người theo chủ nghĩa thuần túy điện ảnh sang một bên, phiên bản của Moroder là một sự bổ sung đáng hoan nghênh. Năm 1984, Moroder làm việc với Philip Oakey của The Human League để sáng tác album Philip Oakey & Giorgio Moroder, có chứa đĩa đơn ăn khách trên bảng xếp hạng Anh "Together in Electric Dreams", ca khúc chủ đề của bộ phim Electric Dreams năm 1984. Cùng năm đó, ông ấy đã hợp tác với Limahl, người đứng đầu Kajagoogoo cho bản nhạc ăn khách trên toàn thế giới "The NeverEnding Story".
Năm 1986, Moroder hợp tác với Harold Faltermeyer và nhà soạn lời Tom Whitlock để tạo nên nhạc phim cho Top Gun (1986), trong đó có "Danger Zone" của Kenny Loggins và "Take My Breath Away" của Berlin. Ông đã sáng tác và sản xuất bài hát chủ đề cho bộ phim Over the Top là "Meet Me Half Way" của Loggins. Năm 1987, Moroder sản xuất và đồng sáng tác bài hát "Body Next to Body" của Falco. Moroder đã viết các bài hát chủ đề chính thức, "Reach Out", cho Thế vận hội Mùa hè 1984, và "Hand in Hand", cho Thế vận hội Mùa hè 1988 và "Un'estate italiana" cho FIFA World Cup 1990. Vào ngày 12 tháng 3 năm 1992, Moroder phát hành album phòng thu thứ mười bốn của mình, Forever Dancing, dự án cá nhân cuối cùng của ông trong nhiều năm và ông đã bán-nghỉ hưu một thời gian dài từ năm 1993. Trong hai thập kỷ, ông không phát hành album mới nào, tập trung chủ yếu vào các bản phối lại và nghệ thuật thị giác trong hầu hết những năm 1990 và đầu những năm 2000. Cùng với Daniel Walker, ông đã sản xuất nhạc phim cho bộ phim cuối cùng của Leni Riefenstahl là Impressionen unter Wasser (2002). Bài hát "Forever Friends" của ông đã được giới thiệu trong Thế vận hội Mùa hè 2008.

### 2012–nay: Trở lại với âm nhạc

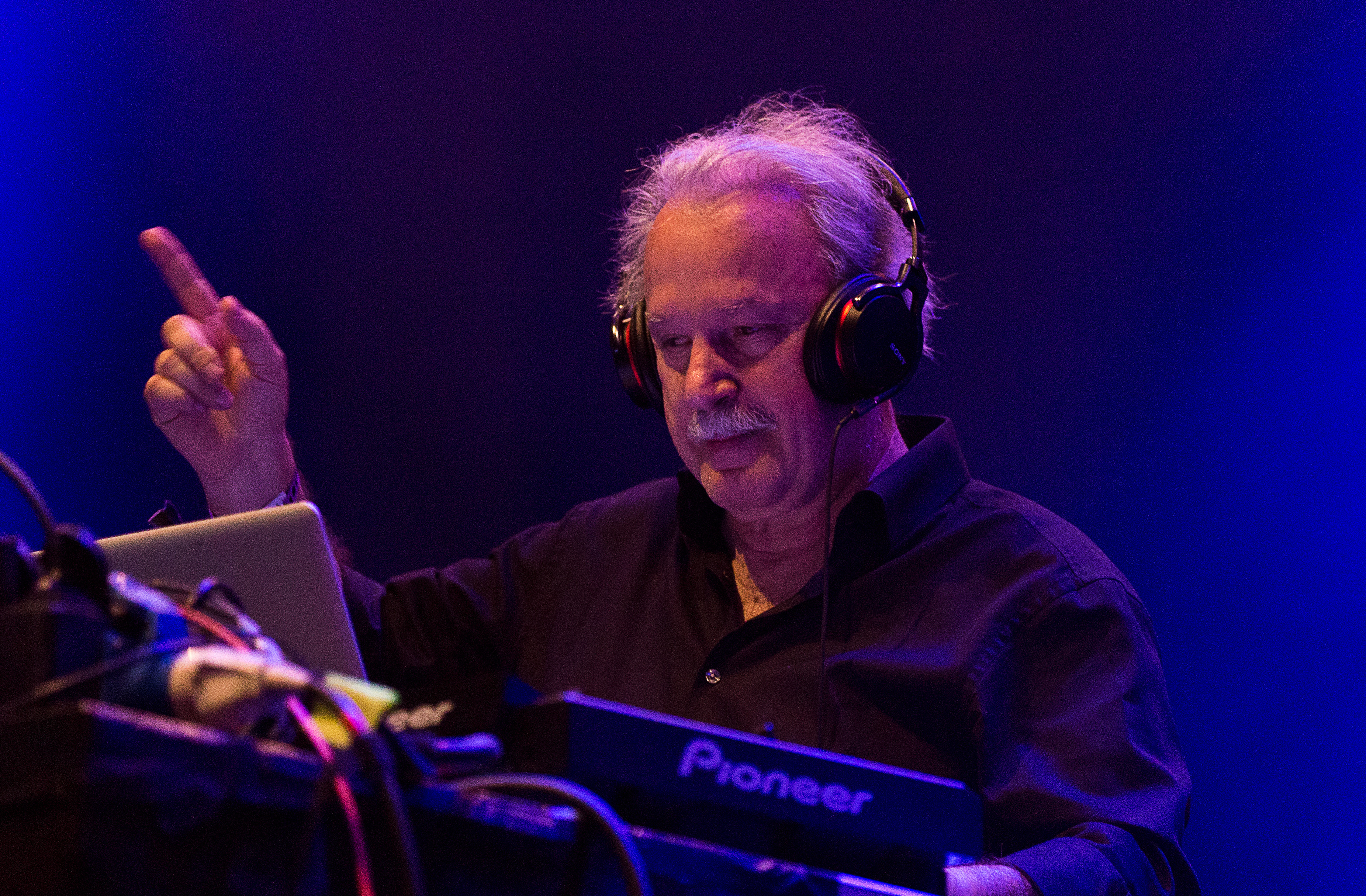
Moroder at lễ hội Melt, năm 2015

Năm 2012, Moroder trở lại với âm nhạc khi sáng tác nhạc chủ đề cho "Racer" của Google. Moroder đã đóng góp cho album phòng thu năm 2013 Random Access Memories của Daft Punk, thừa nhận rằng ông là một fan hâm mộ của bài hát "One More Time" của họ trước khi làm việc với nhóm. Trong bài hát "Giorgio by Moroder", ông nói, "Tên tôi là Giovanni Giorgio, nhưng mọi người đều gọi tôi là Giorgio." Vào mùa hè năm 2013, ông đã biểu diễn trực tiếp tại Học viện Âm nhạc Red Bull ở New York. Vào năm 2014, Moroder đã sản xuất lại bản nhạc cổ điển "Doo Bee Doo", được sử dụng trong quảng cáo "Wings" của Volkswagen tại Super Bowl XLVIII. Vào ngày 9 tháng 6 năm 2014, Adult Swim đã phát hành đĩa đơn disco mới của Moroder (tên là "Giorgio's Theme"). Moroder cũng đã phối lại bản trình diễn "I Can't Give You Anything but Love, Baby" của Tony Bennett và Lady Gaga.
Album phòng thu thứ mười lăm của Moroder, Déjà Vu, được phát hành vào năm 2015. Nó có sự hợp tác với Kylie Minogue, Britney Spears, Sia, Charli XCX, Mikky Ekko, Foxes và Matthew Koma, cùng những nghệ sĩ khác. Vào ngày 16 tháng 1, ca khúc "Right Here, Right Now" có sự hợp tác của Kylie Minogue đã bị rò rỉ trên internet trước khi phát hành chính thức. Bài hát cùng với đoạn video giới thiệu chính thức được phát hành vào ngày 20 tháng 1 năm 2015 và đã đạt vị trí thứ nhất trên Dance Club Songs, trở thành đĩa đơn quán quân đầu tiên sau 15 năm của Moroder. Vào tháng 3 năm 2015, Moroder đã hỗ trợ Minogue trong chặng Úc trong chuyến lưu diễn Kiss Me Once của cô ấy. Moroder và Sia hợp tác vào tháng 5 năm 2015 trong ca khúc "Déjà Vu" của Moroder.
Vào tháng 9 năm 2015, Moroder đã hợp tác với Kylie Minogue trong bài hát "Your Body". Năm 2016, ông và Raney Shockne đã viết và soạn nhạc cho trò chơi điện tử Tron RUN/r. OST của trò chơi được phát hành vào ngày 31 tháng 5 năm 2016. Vào tháng 10 năm 2016, Moroder sản xuất "One More Day" cho Sistar, một nhóm nhạc nữ Hàn Quốc. Họ đã ra mắt bài hát trực tiếp vào ngày 8 tháng 10, tại DMC Festival 2016 của Hàn Quốc. Video âm nhạc của bài hát đã được phát hành vào ngày 22 tháng 11, cùng với bản phát hành kỹ thuật số chính thức của ca khúc. Năm 2021, Moroder trở lại phòng thu với Duran Duran, đồng sáng tác và sản xuất hai ca khúc, "Tonight United" và "Beautiful Lies" cho album Future Past (2021).

## Giải thưởng

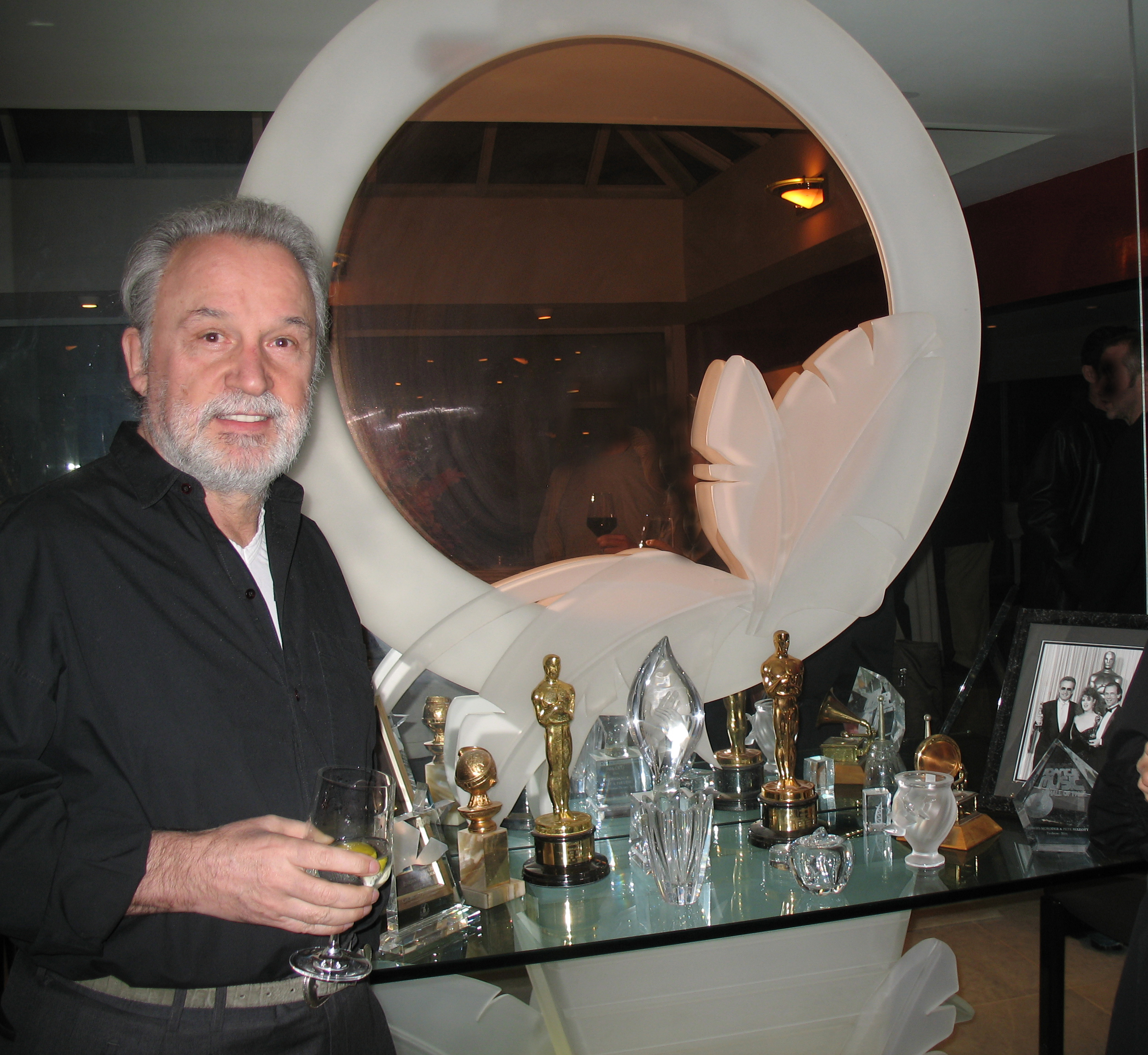
Moroder cùng một số giải thưởng của ông, năm 2007

Moroder đã giành được ba giải Oscar: Nhạc phim xuất sắc nhất cho Midnight Express (1978); Bài hát xuất sắc nhất cho "Flashdance ... What a Feeling" trong phim Flashdance (1983) và Bài hát xuất sắc nhất cho "Take My Breath Away" của Top Gun (1986). Moroder cũng đã giành được hai trong số bốn giải Grammy của mình cho Flashdance: Nhạc nền xuất sắc nhất cho phim ảnh và Sáng tác hòa tấu hay nhất cho ca khúc "Love Theme from Flashdance". Giải Grammy thứ ba của ông là cho Thu âm nhạc dance xuất sắc nhất cho bài hát "Carry On".
Moroder cũng giành được bốn giải Quả cầu vàng: hai Nhạc phim hay nhất cho Midnight Express và Flashdance, và hai Ca khúc trong phim hay nhất cho "Flashdance ... What a Feeling" và "Take My Breath Away".
Vào ngày 20 tháng 9 năm 2004, Moroder được vinh danh tại buổi lễ Đại sảnh Danh vọng nhạc Dance, được tổ chức ở New York, khi ông được vinh danh vì những thành tựu và đóng góp của mình với tư cách là nhà sản xuất nhạc. Năm 2005, Moroder được phong là Commendatore của Ordine al Merito della Repubblica Italiana, và vào năm 2010 tỉnh lỵ Bolzano đã trao cho ông danh hiệu Grande Ordine al Merito della Provincia auta di Bolzano. Năm 2011, ông được trao giải Thành tựu trọn đời của Viện Hàn lâm Nhạc nền Thế giới. Vào năm 2014, Moroder đã giành được giải Grammy lần thứ tư cho album Random Access Memories của Daft Punk (Album của năm).

## Tầm ảnh hưởng

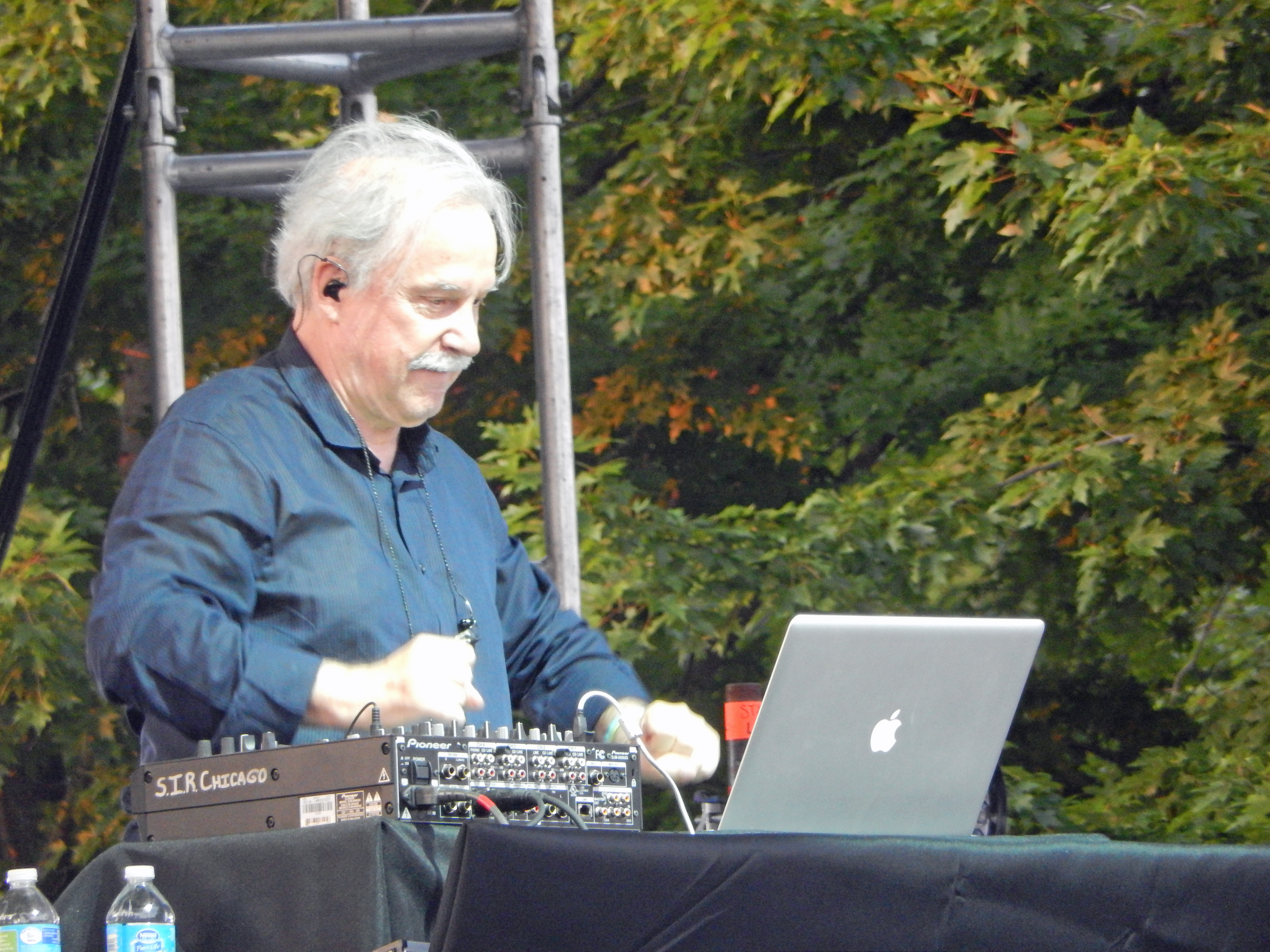
Moroder tại lễ hội âm nhạc Pitchfork, năm 2014

Bộ đôi nhạc alternative rock người Anh Curve đã cover "I Feel Love" vào năm 1992. Bài hát sau đó được đưa vào album tổng hợp kép The Way of Curve 1990 / 2004, phát hành năm 2004. Bronski Beat đã cover "I Feel Love" và "Love to Love You Baby" cho album đầu tay The Age of Consent (1984). "On Fire", đĩa đơn thứ hai trong album phòng thu thứ bảy Rebirth (2010) của rapper Lil Wayne, có những ám chỉ từ bài hát "She's on Fire" của Amy Holland và được lấy cảm hứng toàn bộ từ Scarface. "Push It", đĩa đơn thứ hai từ album đầu tay Port of Miami của rapper Rick Ross, lấy sample từ "Scarface (Push It to the Limit)" và câu chuyện của video âm nhạc có chủ đề rất giống với bộ phim Scarface.
Bài hát "Tears" của ông đã được lấy sample cho bài hát "Organ Donor" và "Stem/Long Stem/Transmission 2" của DJ Shadow trong album Endtroducing..... (1996). Nhóm nhạc hip hop người Canada Swollen Members đã lấy mẫu bài hát này trong "Fuel Injected". Bài hát còn là nền tảng cho bài hát "Only Light" của ban nhạc ska Úc The Cat Empire. Bộ đôi hip hop Mobb Deep đã sử dụng một đoạn sample từ bài hát "Tony's Theme" trong bài hát "G.O.D. Pt. III". Bài hát "E = MC²" đã được lấy sample cho bài hát cùng tên của J Dilla. Một trong những sáng tác ban đầu của ông, "Doo-Bee-Doo-Bee-Doo" từ năm 1969, đã được sử dụng trong nhiều năm trong các bộ phim câm trên The Benny Hill Show như một phần của hòa nhạc bao gồm "Mah Nà Mah Nà", phiên bản chuyển thể sang nhịp 4/4 từ "Für Elise" của Ludwig van Beethoven và "Gimme Dat Ding".
Nhạc chủ đề của Midnight Express được lấy sample bởi bộ đôi hip hop OutKast cho bài hát "Return of the Gangsta", và nhà sản xuất hip-hop J Dilla cho "Phantom of the Synths", bản nhạc sau đó được MF Doom sử dụng cho "Gazzillion Ear" và Jay Electronica cho "Dimethyltryptamine".

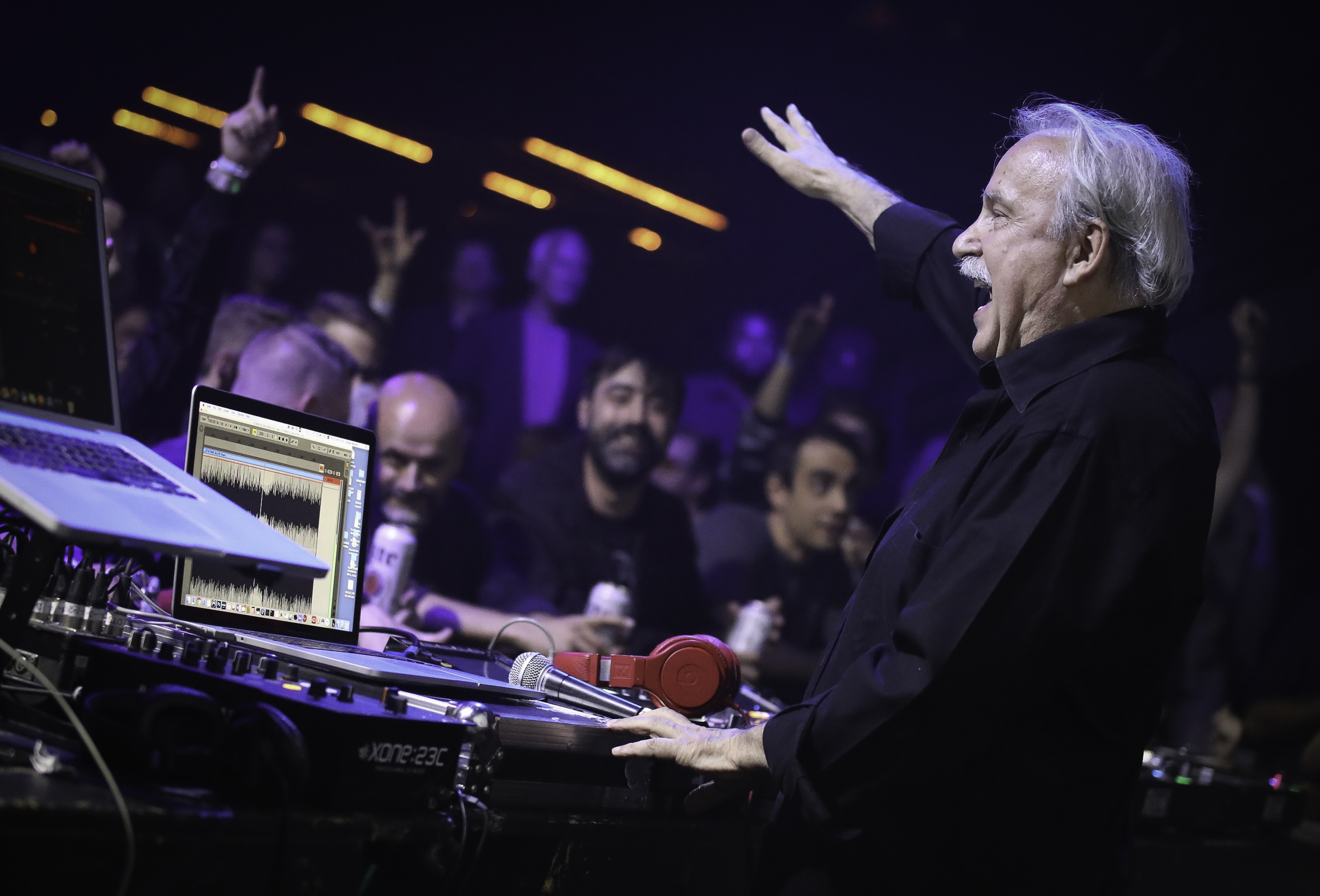
Moroder tại hộp đêm First Avenue, Minneapolis, năm 2018

"Chase" đã được sử dụng làm nhạc chủ đề đầu vào cho đội đấu vật chuyên nghiệp The Midnight Express trong suốt đầu những năm 1980 cũng như trong một số video đưa tin về giải Major League Baseball của NBC và CBS về Giải bóng rổ Nhà nghề Mỹ. Art Bell cũng sử dụng "Chase" làm nhạc chủ đề cho các chương trình radio nói chuyện đêm khuya Coast to Coast AM và Midnight in the Desert.
Nhạc nền của Tony từ bộ phim Scarface được Mobb Deep và Nas lấy sample cho ca khúc "It's Mine". "Leopard Tree Dream" từ bộ phim Cat People được lấy sample bởi Cannibal Ox trong bài hát "Iron Galaxy." "The Legend of Babel" từ nhạc phim Metropolis đã được DJ Dado cover lại. Nhạc sĩ điện tử người Anh Little Boots đã cover "Love Kills", được viết với sự cộng tác của Freddie Mercury. Nghệ sĩ thu âm người Mỹ Madonna đã kết hợp "I Feel Love" do Donna Summer sáng tác cùng với "Future Lovers" để biểu diễn trong chuyến lưu diễn Confessions Tour. Phiên bản "Live to Tell" mà Madonna biểu diễn trên The Confessions Tour lấy mẫu rất nhiều từ bài hát "Tears" của Moroder. Album năm 1999 của Underworld, Beaucoup Fish, chứa một bài hát có tựa đề "Shudder / King of Snake", trong đó có sự xen kẽ của âm trầm từ "I Feel Love".
Vào tháng 2 năm 2016, Shooter Jennings, con trai của ca sĩ nhạc đồng quê Waylon Jennings, đã phát hành album phòng thu thứ bảy mang tên Countach (For Giorgio). Shooter Jennings nói rằng âm nhạc của Moroder trong các bộ phim Midnight Express (1978), Cat People (1982) và The NeverEnding Story (1984) có ảnh hưởng lớn đến bản thân khi còn nhỏ và những bản nhạc đó đã "... đặt nền móng cho âm nhạc của toàn bộ đời tôi."
Trước khi khởi động lại sự nghiệp với Daft Punk, Moroder đã dành nhiều thập kỷ cho những dự án cá nhân của mình. Ông đã thiết kế một chiếc xe với Marcello Gandini, chiếc Cizeta-Moroder V16T. Cũng trong một cuộc phỏng vấn năm 2013, ông đã nói về thiết kế kiến trúc của một căn hộ giống như kim tự tháp được cho là sẽ diễn ra ở Dubai. Nó không bao giờ được xây dựng. Các dự án khác bao gồm tạo ra rượu cognac của riêng ông và tham gia vào nghệ thuật kỹ thuật số và đèn neon để đưa vào các buổi biểu diễn.
Moroder là một nhân vật trong Summer: The Donna Summer Musical, liên quan đến công việc của ông với biểu tượng nhạc disco Donna Summer.
"I Feel Love" đã được đưa vào Cơ quan Thu âm Quốc gia của Thư viện Quốc hội Hoa Kỳ vào năm 2011.

## Đời sống cá nhân
Moroder hiện đang sống ở Beverly Hills, California. Ông kết hôn với Francisca Gutierrez từ năm 1990 cho đến khi cô qua đời vào năm 2022, và họ có một con trai, Alessandro.
Ông là bạn với Michael Holm, người đồng sáng tác album năm 1973 Spinach 1 với biệt danh "Spinach". Bài hát Giorgio und ich của Holm được dành tặng cho Moroder.
Năm 2017, Moroder dính vào một vụ bê bối tài chính lớn liên quan đến ngân hàng Hottinger & Cie.

## Danh sách đĩa nhạc

#### Album phòng thu
- That's Bubblegum - That's Giorgio (1969)
- Giorgio (1970)
- Son of My Father (1972)
- Giorgio's Music (1973)
- Einzelgänger (1975)
- Knights in White Satin (1976)
- From Here to Eternity (1977)
- Love's in You, Love's in Me (1978)
- E=MC² (1979)
- Solitary Men (1983) (cùng với Joe Esposito)[93]
- Innovisions (1985)
- Philip Oakey & Giorgio Moroder (1985)
- To Be Number One (1990)
- Forever Dancing (1992)
- Déjà Vu (2015)